# Miley Cyrus
Miley Ray Cyrus (nascida Destiny Hope Cyrus; Nashville, 23 de novembro de 1992), é uma cantora, compositora e atriz norte-americana. Considerada um ícone pop, Cyrus foi reconhecida por sua evolução artística e reinvenções de imagem. Ela é filha do cantor Billy Ray Cyrus, sendo considerada um dos poucos exemplos de uma estrela infantil com uma carreira musical de sucesso quando adulta. Cyrus surgiu como ídolo adolescente ao protagonizar a série Hannah Montana (2006–2011), do Disney Channel, que transformou-se em franquia de grande sucesso comercial. Como Hannah Montana, ela conquistou sucesso nas tabelas da Billboard com duas trilhas sonoras número um.
A carreira solo de Cyrus começou com os álbuns pop-rock Meet Miley Cyrus (2007) e Breakout (2008), os quais estrearam no topo da Billboard 200. Seu extended play The Time of Our Lives (2009) alcançou a segunda posição nos Estados Unidos, com seu carro-chefe, "Party in the U.S.A." tornando-se um dos singles mais vendidos de todos os tempos, posteriormente obtendo o certificado de platina 14 vezes pela Recording Industry Association of America (RIAA).Tentando estabelecer uma imagem mais madura, ela explorou o dance-pop em Can't Be Tamed (2010), que recebeu avaliações mistas. Cyrus então assinou com a RCA Records e assumiu uma nova direção artística influenciada por hip-hop e R&B com Bangerz (2013). Seu quinto álbum a alcançar o topo das paradas, produziu o sucessos "We Can't Stop" e "Wrecking Ball", sua primeira canção a atingir o topo da Billboard Hot 100. Ela posteriormente se aventurou na música experimental em Miley Cyrus & Her Dead Petz (2015), abraçou o country-pop em Younger Now (2017) e mergulhou em gêneros de rock em Plastic Hearts (2020). Mudando-se para a Columbia Records em 2021, Cyrus lançou seu oitavo álbum de estúdio, Endless Summer Vacation (2023). Seu single principal, "Flowers", tornou-se um sucesso global, lhe rendendo seu segundo número um nos Estados Unidos e dois prêmios no Grammy Awards, incluindo Gravação do Ano.
Como atriz, Cyrus estrelou os filmes Bolt (2008), Hannah Montana: The Movie (2009), The Last Song (2010), LOL (2012) e So Undercover (2013). Na televisão, ela foi o tema do documentário Miley: The Movement (2013), liderou a minissérie Crisis in Six Scenes (2017), serviu como jurada em duas temporadas de The Voice (2016–2017) e estrelou o episódio "Rachel, Jack and Ashley Too" de Black Mirror (2019). Ela também foi a anfitriã do especial de fim de ano Miley's New Year's Eve Party (2021–2022) e apareceu no documentário-concerto Endless Summer Vacation (Backyard Sessions) (2023).
Vendendo mais de 55 milhões de singles e mais de 20 milhões de álbuns mundialmente, Cyrus recebeu vários prêmios, incluindo três Grammy Awards, um Brit Award, cinco Billboard Music Awards, três MTV Video Music Awards e oito recordes no Guinness World Records. Ela foi nomeada Disney Legend, como reconhecimento por suas contribuições à The Walt Disney Company. Cyrus foi classificada como uma das melhores artistas de todos os tempos, sendo indicada como a nona melhor artista feminina da Billboard 200 e incluída na listas dos melhores artistas pop do século XXI da Billboard, sendo a oitava artista feminina com mais certificados de vendas de singles digitais da história da RIAA. Ela apareceu em listas como a Time 100 (2008 e 2014), Forbes Celebrity 100 (2010 e 2015) e 30 Under 30 (2014 e 2021). Fora do entretenimento, Cyrus fundou a organização sem fins lucrativos Happy Hippie Foundation em 2014, que se concentra na comunidade LGBTQ e na falta de moradia entre jovens, e foi apoiada pela série de vídeos da web Backyard Sessions (2012–2023).

## Biografia
Miley nasceu Destiny Hope Cyrus. Ela é filha de Billy Ray Cyrus (cantor de música country) e Leticia "Tish" Cyrus, e neta de Ron Cyrus. Nasceu no dia 23 de novembro de 1992 no estado norte-americano do Tennessee. Ela tem cinco irmãos: Trace Cyrus (vocalista da banda Metro Station) e Brandi Cyrus, por parte de mãe; Christopher Cody, por parte de pai; além de Noah Cyrus e Braison Chance; Miley também possui ao todo mais de vinte tatuagens.

## Carreira

### 1999–2008: Começo de carreira e sucesso emHannah Montana
Cyrus começou a se interessar por atuação quando tinha nove anos, e iniciou suas aulas no Armstrong Acting Studio, quando sua família vivia em Toronto, Canadá. Seu começo de carreira foi marcado por papéis pequenos; a primeira personagem que ela interpretou foi uma garota chamada Kylie, na série de televisão Doc, estrelada por seu pai. Em 2003, Cyrus foi creditada com seu nome de nascimento pelo seu papel de "Jovem Ruthie" no filme Big Fish, de Tim Burton.

Quando Cyrus tinha 12 anos, ela fez uma audição para o papel de uma "melhor amiga" em um seriado do Disney Channel sobre uma "pop star secreta". Os executivos do Disney Channel julgaram-a por ser muito jovem, mas Cyrus persistiu, resultando em outra chamada para futuras audições. Ela fez então o teste para o papel principal, Zoe Stewart. Quando ela ganhou o papel, o nome da personagem foi mudado para Miley Stewart. De acordo com o presidente do canal, Gary Marsh, Cyrus o ganhou pela sua energia e sua atuação. Ela tentou perder seu sotaque sulista, mas a Disney decidiu incluí-lo na história. Depois, Cyrus fez a audição com seu pai, Billy Ray Cyrus, para o papel de pai da sua personagem.

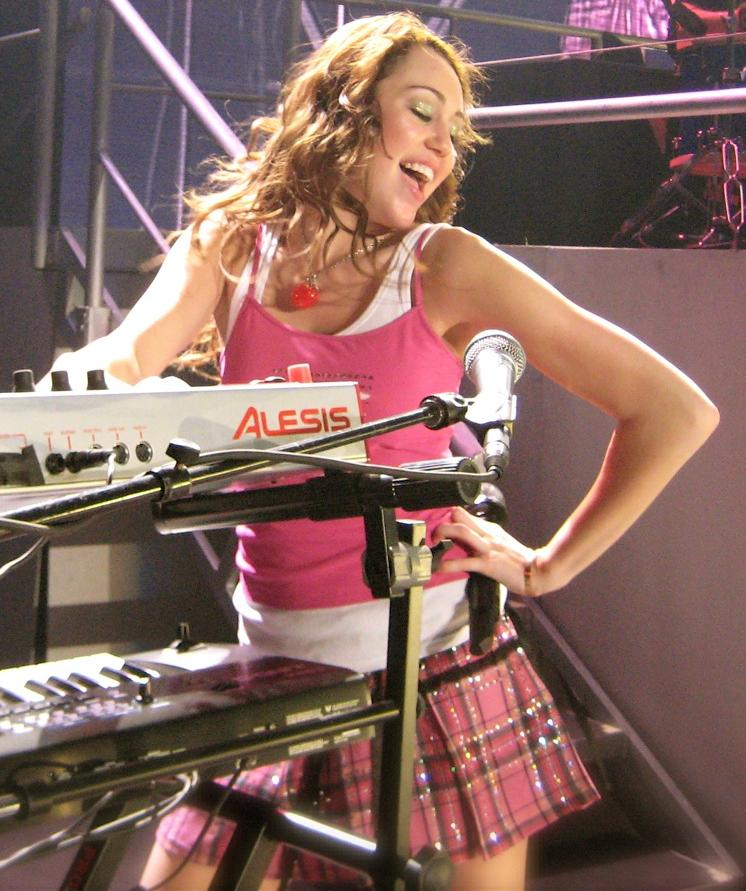
Cyrus na Best of Both Worlds Tour em janeiro de 2008.

Hannah Montana foi ao ar em 24 de março de 2006 nos Estados Unidos e alcançou mais de 4 milhões de telespectadores por episódio. A estrela de Hannah Montana tornou-se popular entre as crianças e adolescentes, levando-a a uma carreira musical de sucesso. Sua estreia musical aconteceu no dia 4 de abril de 2006, quando foi lançada a quarta edição do Disney Mania. Cyrus fez um cover
da canção "Zip-a-Dee-Doo-Dah", de James Baskett, original do filme de animação de 1946, Song of the South.

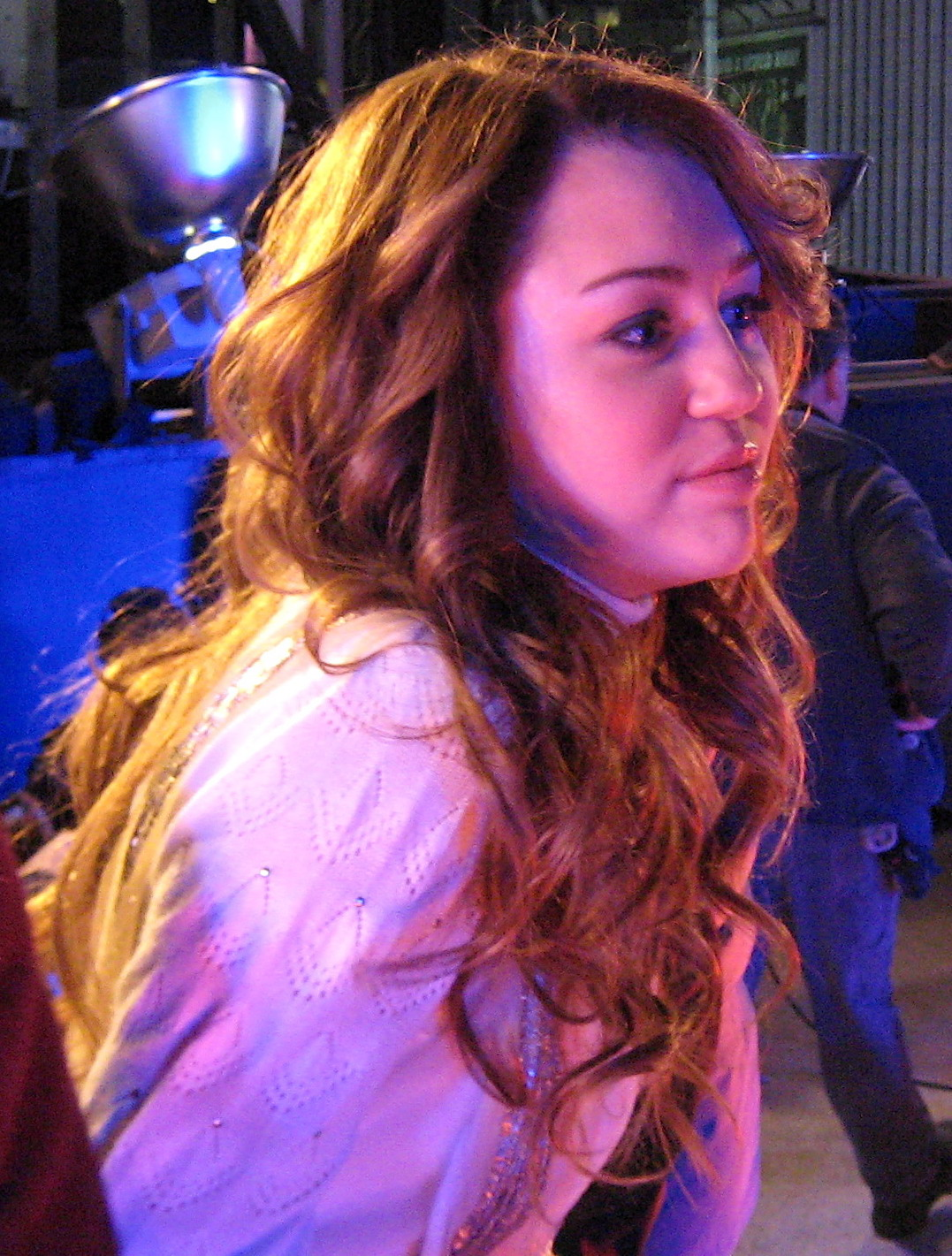
Miley em 2007.

Em 24 de outubro do mesmo ano, a Walt Disney Records lançou o primeiro álbum de Hannah Montana. Cyrus cantou oito músicas para a trilha sonora e uma delas foi creditada a ela mesma, um dueto com seu pai, Billy Ray Cyrus, chamado I Learned From You (que acabou entrando na trilha sonora do filme Ponte Para Terabítia). O álbum estreou em #1 no Billboard 200, dos Estados Unidos, vendendo 281 mil cópias em sua primeira semana, ultrapassando artistas como John Legend e a banda de rock My Chemical Romance. Foi um dos oito álbuns mais vendidos nos EUA em 2006, vendendo aproximadamente dois milhões de cópias. Mais tarde, o álbum ganhou dois relançamentos - uma Edição Natalina contendo o cover de "Rockin' Around the Christmas Tree" e uma Edição Especial contendo "Nobody's Perfect". Cyrus abriu 20 dos 39 shows das The Cheetah Girls. Ela ainda gravou um cover da música clássica da Disney, "Part of Your World", para a quinta edição do Disney Mania. Em 26 de junho de 2007, Cyrus lançou o álbum duplo Hannah Montana 2: Meet Miley Cyrus. O primeiro disco era a segunda trilha sonora de Hannah Montana, mas o segundo disco era o primeiro de Miley como ela mesma, que rendeu os singles "Star All Over" e "See You Again". O álbum estreou em #1 no Billboard 200 e vendeu 326 mil cópias em sua semana de estreia. Retornou ao topo do Billboard 200 em dezembro, e vendeu mais de 700 mil cópias durante este período. Foi certificado três vezes em Platina, pela RIAA, depois de ter vendido mais de três milhões de cópias nos EUA. Cinco músicas de seu álbum estrearam no Billboard Hot 100: "See You Again" foi a primeira canção de Miley a entrar no Hot 100, alcançando a #10 posição.
Miley fez uma participação como figurante no filme High School Musical 2, como a "garota da piscina". Ela fez uma participação especial como Yatta na produção do Disney Channel The Emperor's New School. Cyrus cantou como Hannah Montana e ela mesma na turnê Best of Both Worlds Tour, realizada na América do Norte, com um total de 71 shows. Os Jonas Brothers se encarregaram de abrir os shows para ela. Os ingressos da turnê ficaram esgotados em tempo recorde. A turnê foi gravada e lançada nos cinemas em Disney Digital 3-D. O filme/show lucrou 8 651 758 dólares em seu dia de estreia, faturando ao todo 71 281 781 dólares. Depois, as gravadoras Walt Disney Records/Hollywood Records lançaram o álbum ao vivo do show. O álbum incluía canções de Hannah Montana e outras sete dela mesma. O álbum ficou em #3 lugar nos Estados Unidos. No começo de 2010, Miley Cyrus filmou a quarta e última temporada de Hannah Montana.

### 2008–2009:Breakout, Carreira Cinematográfica eWonder World Tour

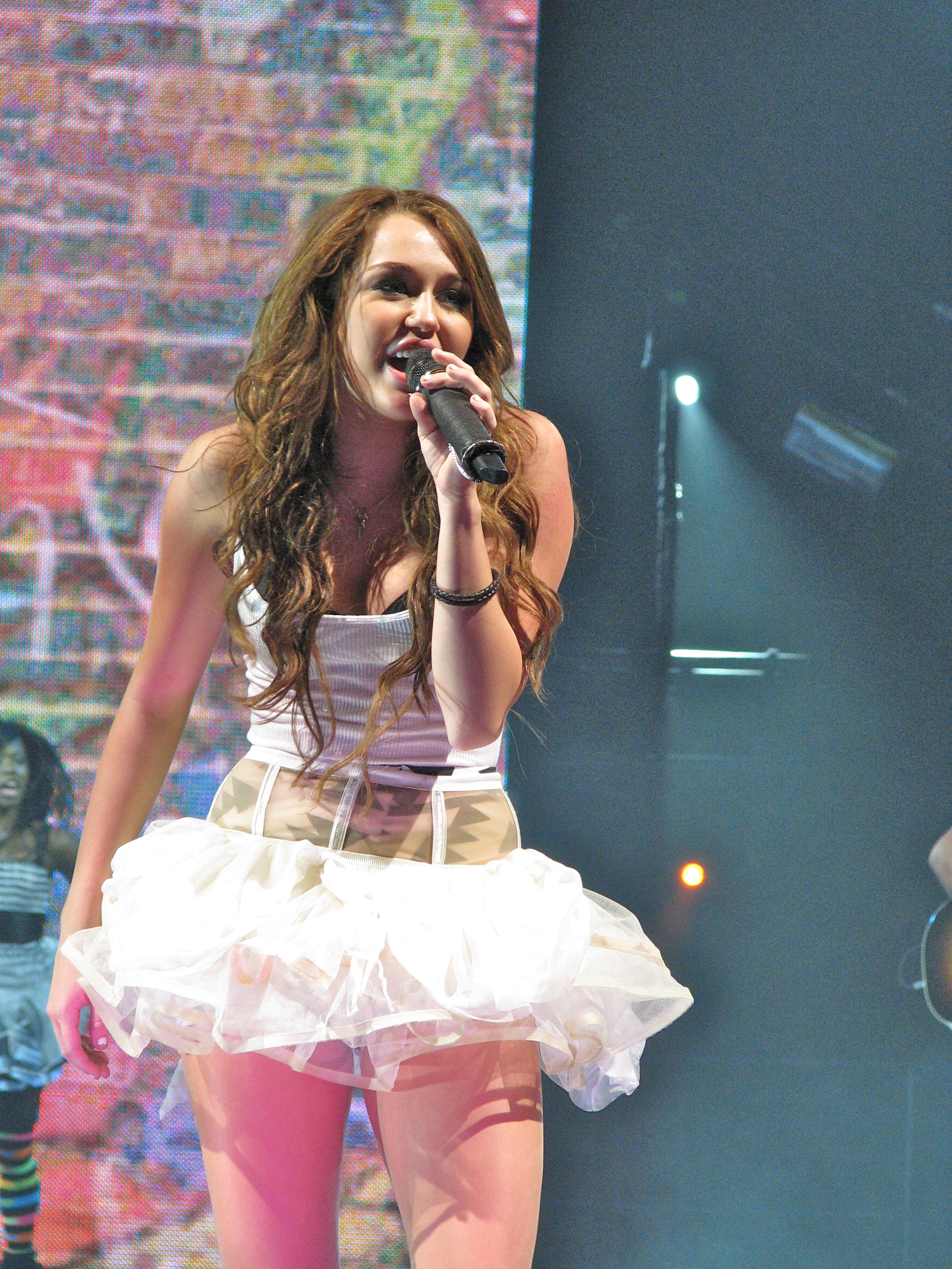
Cyrus em performance de "Hoedown Throwdown" na Wonder World Tour.

Em julho de 2008, Cyrus lançou seu segundo álbum de estúdio, o primeiro que não teve ligação com a personagem Hannah Montana, intitulado Breakout, que rendeu os singles "7 Things" e "Fly on the Wall". Na epóca, ela disse que Breakout tinha sido inspirado no "que aconteceu em sua vida no ano passado". Cyrus co-escreveu as canções e teve duas de própria autoria: "escrever canções é o que eu realmente quero fazer na minha vida para sempre". O álbum estreou em #1 no Billboard 200 nos Estados Unidos, vendendo na primeira semana 371 mil cópias. "7 Things" foi o primeiro single desse álbum. O single estreou em #84 no Billboard Hot 100. Duas semanas depois do lançamento, pulou do número #70 para o #9. O álbum recebeu um disco de platina por vender mais de 1,5 milhões de cópias em seu país natal.
Miley apresentou o CMT Music Awards de 2008 com seu pai, em abril. Ainda em 2008, ela apresentou o Teen Choice Awards. Cyrus gravou uma versão da música "Santa Claus Is Coming to Town" para a compilação All Wrapped Up, também de 2008.
Cyrus emprestou sua voz para a personagem Penny, da animação da Disney, Bolt, um filme sobre um cachorro da televisão. Na semana de estreia, o filme ficou em #3, arrecadando 26 223 128 dólares. Na segunda semana ficou em #2. Em 20 de fevereiro de 2009, o filme havia acumulado 113.643.011 dólares no Estados Unidos e no Canadá, e 286.244.489 dólares no resto do mundo.

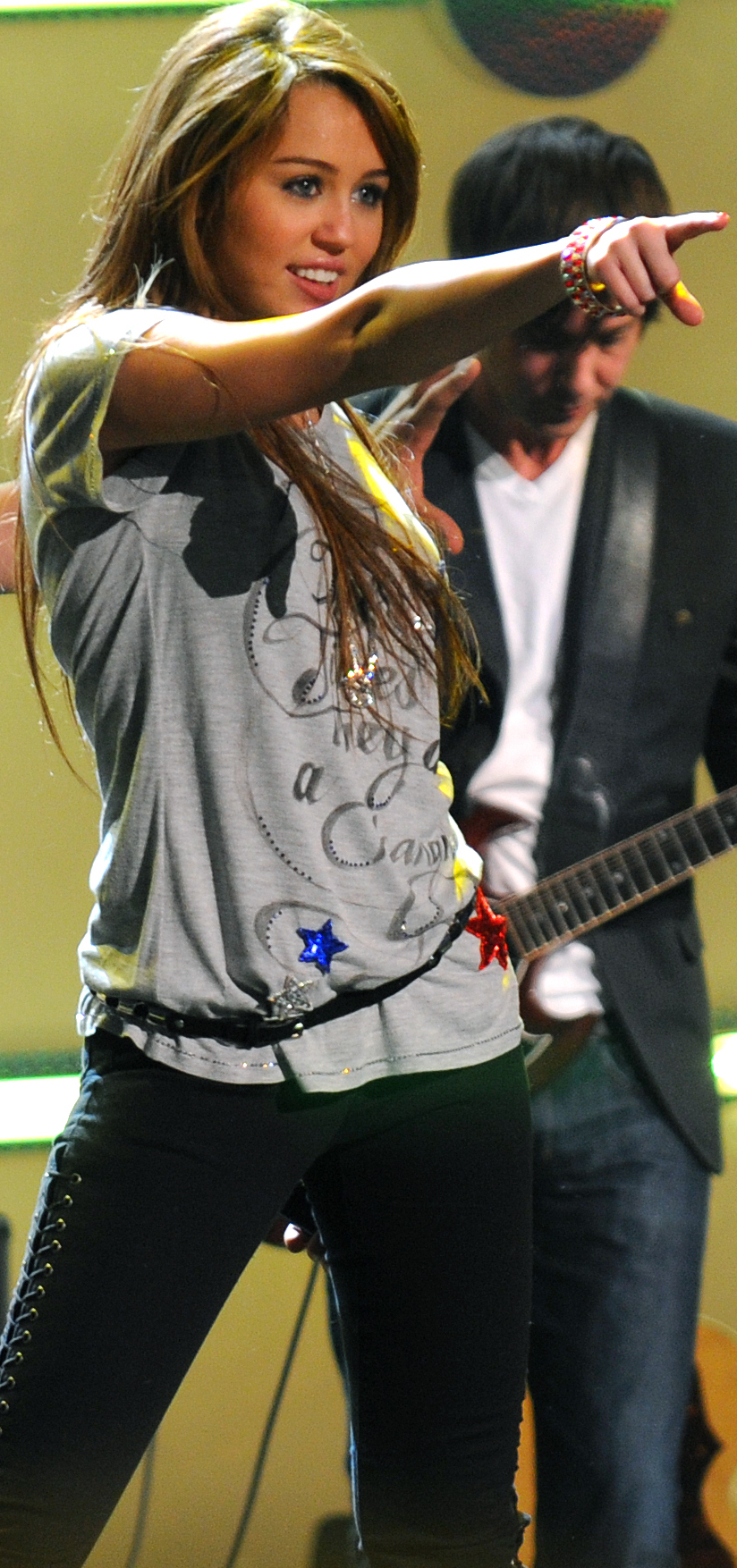
Miley cantando no Verizon Center, em Washington D.C, em 2009.

Cyrus co-escreveu e cantou uma das duas canções originais da trilha sonora de Bolt. A música foi cantada por outra estrela de Bolt, o ator John Travolta. Intitulada "I Thought I Lost You", na qual ganhou o Golden Globe Award como Melhor Canção Original. Cyrus volta a interpretar Hannah Montana no filme, Hannah Montana: The Movie, que foi lançado em 10 de abril de 2009, do qual se derivou a trilha sonora de mesmo nome onde rendeu os singles "The Climb" e "Hoedown Throwdown", que vendeu 2 milhões de cópias somente nos Estados Unidos. O filme trata de quando Stewart tem que escolher entre Hannah Montana ou ela mesma. Ele acumulou 155.525.718 dólares ao redor do mundo. Seu single, The Climb alcançou a #4 posição no Billboard Hot 100, ficando na frete de singles como "See You Again" e "7 Things", que ficaram em #10 e #9 respectivamente. A trilha sonora do filme foi o terceiro CD da franquia a ficar em #1 no Billboard 200 e receber certificado de platinum pela RIAA. Em março de 2009, ela publicou a sua autobiografia, Miles to Go. Em junho de 2009, Cyrus mudou de representante de carreira de United Talent Agency para Creative Artists Agency. Ainda em junho, Cyrus começou a gravar seu filme, A Última Música, baseado no livro de Nicholas Sparks, onde ela interpreta uma jovem rebelde que vai passar o verão com seu pai numa calma cidade costeira. O filme estreou por vários países em 2010. O filme foi concebido com a intenção de introduzir Cyrus para o público adulto. Cyrus gravou um música com os Jonas Brothers, intitulada "Before The Storm", para o quarto álbum de estúdio deles, Lines, Vines and Trying Times. Ela lançou outra trilha sonora para Hannah Montana (para a terceira temporada), intitulada Hannah Montana 3, lançada em 7 de julho de 2009, alcançando o 1º lugar nas paradas e quarto com a música "He Could Be The One".
Nesse mesmo ano, lançou seu primeiro EP exclusivo do Wal-Mart, The Time of Our Lives, que rendeu singles como "Party in the U.S.A." e "When I Look at You". O álbum estreou em segundo lugar na parada norte-americana Billboard 200, onde recebeu um disco de platina por vender mais de 1,4 milhões de cópias na região. Na Espanha, também foi disco de platina. Sua música "Party in the U.S.A." foi oficialmente lançada nas rádios no dia 29 de julho de 2009. Ele foi lançado para promover a linha de roupas de Cyrus, intitulada Miley and Max Clothing Line, que foi lançada por ela junto com Max Azria. A música  "Party in the U.S.A." alcançou o #1 no Hot Digital Songs, com 226 000 downloads pagos, fazendo dela a artista mais jovem a alcançar o topo do chart, e com uma grande estreia no Billboard Hot 100. Cyrus ainda vendeu mais de 4 000 000 cópias da música pelo iTunes, recebendo três discos de platinum pelo seu single. Esta é a melhor estreia solo feminina desde a música "Inside Your Heaven", de Carrie Underwood. A música foi o single mais bem sucedido da história da Hollywood Records.
Cyrus gravou ao lado de Demi Lovato, Selena Gomez e Jonas Brothers o videoclipe da música Send it On, para a campanha de consientização Disney's Friends for Change. Cyrus anunciou uma Turnê pela América do Norte a Wonder World Tour. A turnê começou no dia 14 de setembro de 2009 em Portland, Oregon e teve 56 datas ao redor do mundo. A turnê foi aberta pela banda de seus irmãos, a banda Metro Station. Dia 9 de dezembro de 2009 Cyrus anunciou que está dando pausa em sua carreira, porém, ela não parou por aí. Em 7 de dezembro de 2009, Cyrus cantou para a Rainha Elizabeth II, no Royal Variety Performance, em Blackpool, North West England.  Em dezembro de 2009, Timbaland lançou seu álbum, Shock Value II, com uma colaboração com Cyrus chamada "We Belong to the Music". Os escritores da música The Climb, Jessi Alexander e Jon Mabe, foram nomeados ao Grammy. Cyrus ficou com a quarta posição da lista da Billboard das Melhores Artistas Femininas de 2009.

### 2010–2012:Can't Be Tamed enovas atuações
Em 2010, depois de dois anos sem lançar um álbum de estúdio, foi lançado seu terceiro, intitulado Can't Be Tamed, que rendeu o single de mesmo nome O primeiro single do álbum é a faixa título, "Can't Be Tamed". O single foi lançado para venda em 18 de maio de 2010, e entrou no Hot 100 da Billboard no número #8. Figurinos de Cyrus e danças, promovendo Can't Be Tamed também foram consideravelmente mais provocativa do que performances anteriores, despertando críticas da imprensa. Depois de lançar o álbum, Cyrus pretende fazer uma pausa da indústria da música, a fim de se concentrar em sua carreira cinematográfica. Ela comentou: "Eu não tenho tido, como, aulas de representação ou qualquer outra coisa, mas não significa que eu não preciso porque eu tenho certeza que não [...] Provavelmente, vou ir um livro agindo treinador. "Cyrus também decidiu optar por sair da faculdade, pela mesma razão, dizendo: "Eu sou um crente firme que você pode voltar em qualquer idade que quiser, porque minha avó voltou para a faculdade aos 62 anos [...] Por agora , eu realmente quero focar na minha carreira.Eu trabalhei duro para chegar onde estou agora, e eu quero aproveitar enquanto dura. "
Cyrus estrelou em A Última Música, que foi lançado em 31 de março de 2010, e recebeu várias críticas pobres, assim como o desempenho de Miley. No entanto, o filme foi bem sucedido comercialmente, arrecadando mais de 88 milhões dólares na bilheteria mundial. De acordo com a bilheteria analista Exhibitor Relations, o filme marcou "uma transição bem sucedida para papéis adultos para Miley Cyrus." A quarta e última temporada de Hannah Montana começou a ser exibida no Disney Channel em 11 de julho de 2010, e lançada junto da trilha sonora Hannah Montana Forever. Encerrou oficialmente em 16 de janeiro de 2011. Miley filmou mais dois filmes: LOLA e A Super Agente em 2010, com algumas cenas extras de A Super Agente gravadas em Agosto de 2011. Apesar de seu anúncio anterior de que ela estaria se concentrando mais no seu futuro em fevereiro de 2011, Cyrus confirmou que ela não tinha linha de filmes e ia sair em turnê.
Em 29 de abril de 2011, Cyrus embarcou em sua turnê internacional Gypsy Heart Tour na América do Sul e terminou a turnê em 2 de julho de 2011, na Austrália. Miley também participou de Saturday Night Live em 5 de março de 2011, onde se apresentou em vários esboços. Ela também cantou uma canção breve sobre suas muitas controvérsias, como o incidente do bong, a foto de sua amiga, ela comendo um Twizzler, e também a pole dance em um pólo de hotel no Teen Choice Awards, dizendo: "Eu sinto muito que eu não sou perfeita." Em 2 de agosto de 2011, pelo Contact Music que Cyrus assinou um contrato para estrelar uma comédia na qual ela interpreta uma mulher que quebrou a promessa de Deus.

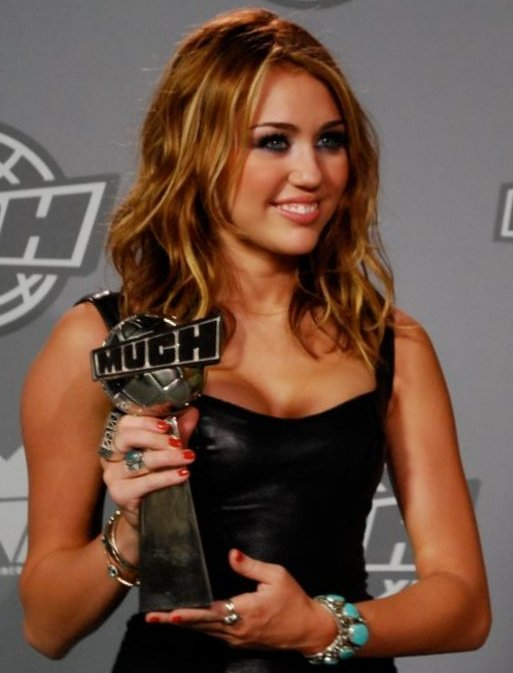
Miley no VMA em 2010.

A Rock Mafia lançou no Youtube um remix da música de Cyrus "Liberty Walk" em 23 em novembro de 2011, dedicado ao movimento Ocupar, que ela se referiu como, "as milhares de pessoas que estão de pé para aquilo em que acreditam."
Em 24 de janeiro o álbum "Chimes of Freedom: Songs of Bob Dylan Honoring 50 Years of Amnesty International" foi lançado em homenagem a Bob Dylan, Miley canta o cover de "You're Gonna Make Me Lonesome When You Go", no qual ela também fez um vídeo clipe para a música. Na versão de Cyrus a canção recebeu várias críticas positivas de diversos críticos de música, sendo considera como a voz da nova geração.
Em fevereiro Cyrus abandonou a animação de comédia "Hotel Transylvania", no qual ela foi destinada a desempenhar o papel de Mavis, a filha do Drácula, que é dublado por Adam Sandler. Mais tarde foi anunciado que ela seria substituída pela sua colega da Disney, Selena Gomez. Depois, ela explicou no Twitter o motivo de não ter aceitado o papel para o filme, pois queria se dedicar mais em sua música este ano. Em abril, Miley iniciou as gravações do seu quarto álbum de estúdio, previsto para 2013, trabalhando com produtores e compositores, como: Pharrell Williams, Paul Dawson, Hit-Boy, Mac Miller, Da Internz e Dr. Luke. Em 4 de julho, em parceria com a Rock Mafia, foi lançado um dueto com Cyrus chamado "Morning Sun" que está presente no primeiro álbum da Rock Mafia intitulado Mixtape Vol. 1. Em 10 de agosto aconteceu no Brasil a estreia do filme LOL, que é um remake da comédia francesa de 2008, ambas versões criadas por Liza Azuelos, estrelada por Miley Cyrus. Uma adolescente rebelde que passa o seu tempo conectada em redes sociais e Demi Moore é sua mãe super protetora. O elenco também conta com Ashley Greene, Jean-Luc Bilodeau e Adam G. Sevani.

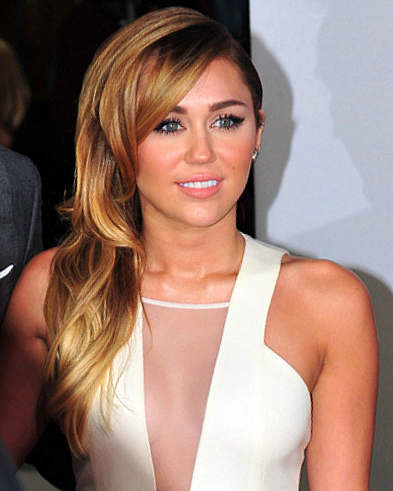
Cyrus no People's Choice Awards em 2012.

Em 6 de setembro foi lançado uma nova versão do site oficial da Miley, o MileyCyrus.com para uma preparação dos fãs para o novo estilo do álbum e da própria Cyrus. Nesse mesmo dia, junto com o site foi lançado o The Backyard Sessions , onde Cyrus divulga vídeos de covers acústicos, que são liberados a cada mês. O primeiro vídeo dessa sessão acústica foi lançado junto com o novo site de Cyrus, um cover da música Lilac Wine. O segundo vídeo foi lançado no dia 3 de outubro, sendo da música Look What They Done To My Song. Ainda em setembro, Cyrus foi convidada para fazer parte de dois episódios da série Dois Homens e Meio, na qual interpretou a personagem Missi. Os episódios com a participação de Cyrus foram ao ar no dia 18 de outubro e
8 de novembro, registrando os maiores índices de audiência da temporada. Em 1 de novembro foi lançado o videoclipe da música Decisions, uma parceria de Cyrus com o DJ e cantor, israelense, Borgore.
Em 24 de dezembro foi lançado o terceiro vídeo acústico do The Backyard Sessions, dessa vez da música Jolene. Ainda no mesmo mês ocorreu a estreia de seu filme, A Super Agente, em alguns países. Em 2010, após o lançamento e encerramento da divulgação de seu terceiro álbum de estúdio, Can't Be Tamed, Cyrus decidiu dar uma pausa em sua carreira musical, tirar umas férias e decidir o que seria melhor para as suas músicas, já que ela estava sendo impedida de lançar o que queria por ser considerado Maduro demais ou Sexy, sendo bastante reprimida na sua antiga gravadora, a Hollywood Records. Em 2012, durante o processo de gravação de seu novo álbum, Cyrus começou a se reunir com gravadoras e produtores da Sony Music para avaliar qual gravadora seria melhor e a deixaria ser mais livre.

### 2013–2015:BangerzeMiley Cyrus & Her Dead Petz

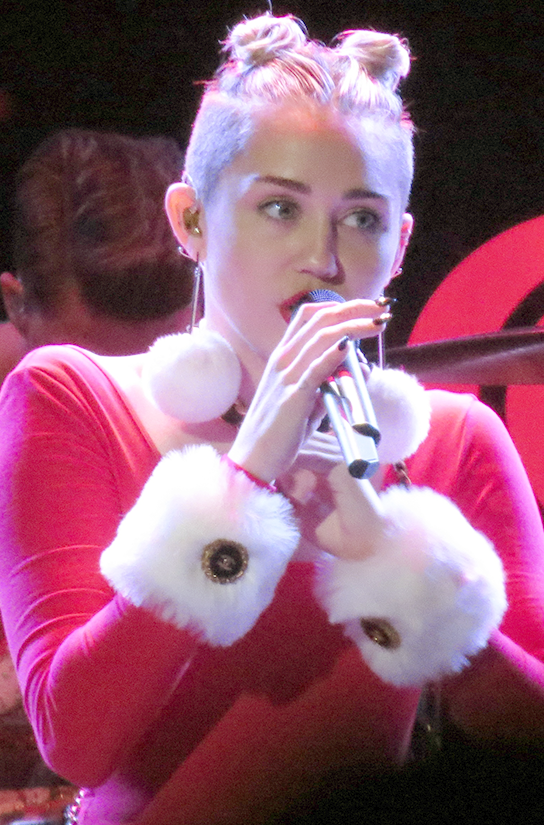
Cyrus em 2013.

Em 2013, foi confirmado pela Revista americana, Billboard, que Cyrus assinou contrato com a RCA Records. Em 14 de fevereiro foi lançado diretamente em DVD o mais novo, até então, filme de Cyrus, A Super Agente, no mesmo mês o filme também estreou nos Estados Unidos. Em 3 de abril foi divulgada a canção Ashtrays and Heartbreaks, o primeiro single do álbum Reincarnated do Snoop Lion, em parceria com Cyrus. Em 15 de abril foi lançado uma parceria entre Will.i.am e Cyrus, intitulada, Fall Down  faixa que dá continuidade ao álbum do cantor, #willpower, sendo o 4 single de trabalho do mesmo.
No início de maio o mundo obteve a confirmação oficial de que Miley foi eleita "a mulher mais sexy do mundo" pela revista masculina Maxim, numa votação pelo site da revista. Miley permaneceu na liderança durante todo o período dos votos, ficando na frente de mulheres como Beyoncé e Megan Fox. Após anos de espera, no palco do Billboard Music Awards, dia 19 de maio, Miley Cyrus fez o anúncio oficial de seu single, que se chamaria We Can’t Stop. A música foi lançada no dia 3 de junho com uma divulgação pesada, incluindo a revelação da capa do single num dos telões da Times Square. We Can’t Stop foi sucesso imediato. Com pouco mais de seis horas de lançada, We Can’t Stop atingiu o topo do iTunes de mais de 30 países, incluindo Brasil e Estados Unidos.
No mesmo dia a música foi para o primeiro lugar no iTunes mundial. Miley foi a primeira ex-disney de sua geração a conseguir tal feito. A música ainda conseguiu segundo lugar na conceituada Billboard Hot 100 e um videoclipe polêmico que conseguiu quase 11 milhões de visualizações em um dia. No dia 6 de agosto foi finalmente revelado que o nome do novo CD era “Bangerz”. O álbum traria parcerias com Britney Spears, Big Sean, Ludacris e outros artistas de nome na indústria musical.

No dia 25 de agosto, pela madrugada, foi lançado o segundo single do álbum. A música “Wrecking Ball”, uma balada suave com guitarras pesadas no refrão, também conseguiu #1 no iTunes no dia de seu lançamento. Nesse mesmo dia, aconteceu o Video Music Awards, premiação anual da MTV. Miley subiu no palco da premiação para uma performance aguardada e surpreendeu a todos com o mash-up de “We Can’t Stop” com “Blurred Lines.Outro hit de verão, cantado por Robin Thicke. Miley Cyrus não levou para casa nenhum prêmio no VMA. Ela, no entanto, foi condenada por sua apresentação seminua da com Robin Thicke, no qual ela esfregou seu traseiro o tempo todo em rede nacional numa dança chamada Twerk. A notícia foi choque e polêmica nacional. O Parents Television Council chegou a emitir um comunicado dizendo que sua performance confundiu talento com o sexo. 

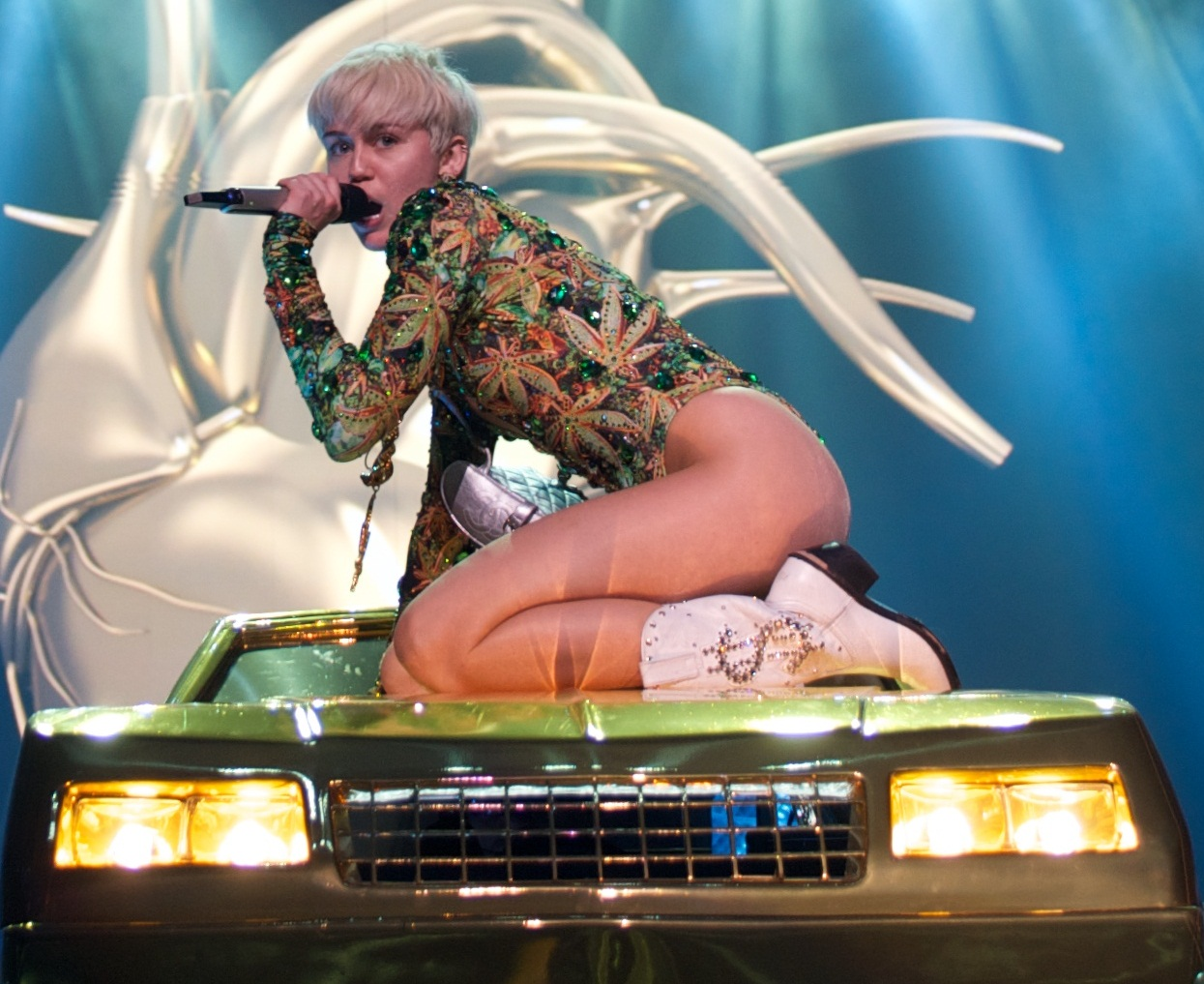
Cyrus apresentando-se em Vancouver no ano de 2014.

No entanto, ela também recebeu elogios por ter incorporado o estilo próprio do VMA, e por audaciosamente ter chegado em lugares que o pop raramente chegou. Foi uma performance polêmica, que deixou muitos pais nervosos e fez os pulsos de especialistas baterem na mesa. Porém, animou os fãs, inspirando memes épicos e superando a performance de Beyoncé no Super Bowl no nível de tweets por minuto. Passado a polêmica, no dia 9 de setembro veio então o videoclipe de Wrecking Ball que quebrou o recorde de vídeo mais visto da VEVO em menos de 24h horas (19,3 milhões) e vídeo a chegar mais rápido em 100 milhões de visualizações (6 dias). Após seu videoclipe, o single chegou a atingir o topo da Billboard Hot 100. Foi o primeiro single de Miley a conseguir tal feito.
A notícia final sobre o noivado da cantora foi dada no dia 16 de setembro: Miley e o ator Liam Hemsworth não estavam mais juntos. Depois de uma fonte do ator ter revelado que o mesmo estaria embaraçado com a performance de Miley no Video Music Awards, um representante de Miley ainda confirmou infidelidade da parte do australiano. Dia 2 de outubro estreou na MTV um documentário de cerca de uma hora chamado “Miley: The Movement”, que mostrou cenas de Miley no estúdio gravando seu novo álbum, bastidores de apresentações e revelações surpreendentes de Miley sobre a polêmica do VMA. Em 8 de outubro, finalmente Bangerz foi liberado para que o mundo inteiro escutasse.Foi seu primeiro álbum pela RCA Records e trouxe uma mudança sonora e de imagem para Cyrus. O álbum atingiu o primeiro lugar no iTunes de mais de 80 países em sua semana de lançamento. Recebeu críticas agradáveis e vendeu 273 mil cópias só nos Estados Unidos em sua primeira semana, debutando na primeira posição da Billboard 200. No Brasil, o CD recebeu o certificado de Ouro em seu segundo dia de vendas e em Portugal já recebeu o certificado de Dupla Platina, tendo vendido mais de 40 mil cópias.
Cyrus tinha confirmado um novo álbum para 2015 em novembro de 2014, e que ele estaria na gravação, quando a cantora e os produtores EarDrummerS e Wayne Coyne compartilharam fotos no Instagram de Miley num estúdio de gravação. Seu próximo álbum de estúdio, Miley Cyrus & Her Dead Petz (2015), foi lançado apenas digitalmente Em julho de 2015, a artista foi confirmada como apresentadora do MTV Video Music Awards, o qual ocorreu em 30 de agosto do mesmo ano. Nesta data, fez uma apresentação final na premiação e, posteriormente, lançou seu álbum intitulado Miley Cyrus & Her Dead Petz gratuitamente no serviço de streaming SoundCloud, o qual explorou novos gêneros e foi recebido misto pela crítica especializada, tendo uma pontuação de 59/100, baseado em 20 críticas, no Metacritic. Para promover o álbum, Miley esteve no Saturday Night Live em Outubro, junto com a banda The Flaming Lips onde performou  "Karen Don't Be Sad" e "Twinkle Song", além de realizar a turnê-limitada "Milky Milky Milk Tour", que contou com 8 shows na América do Norte entre Novembro e Dezembro. No final do ano, Cyrus também participou dos filmes The Night Before (2015) e A Verry Murray Christmas, este último sendo um especial da Netflix, além de lançar a música "Hands of Love" para a trilha sonora do filme Freeheld.

### 2016–2017:The VoiceeYounger Now
Em fevereiro foi anunciado que Cyrus seria conselheira dos técnicos da 10ª temporada do The Voice, e logo em seguida a Sony confirmou que Cyrus se juntaria a Alicia Keys como técnica na 11ª temporada do programa, substituindo Christina Aguilera e Pharell. No fim da temporada foi anunciado que Miley não faria parte da 12ª temporada do programa, retornando na 13ª edição, prevista para o segundo semestre de 2017. Em setembro de 2016, Cyrus co-estrelou a minissérie Crisis in Six Scenes, produzida pela Amazon e dirigida por Woody Allen, e em outubro durante sua participação no Ellen Degeners Show, Miley confirmou que havia retomado o noivado com o ator Liam Hemsworth, com quem havia rompido em 2013.

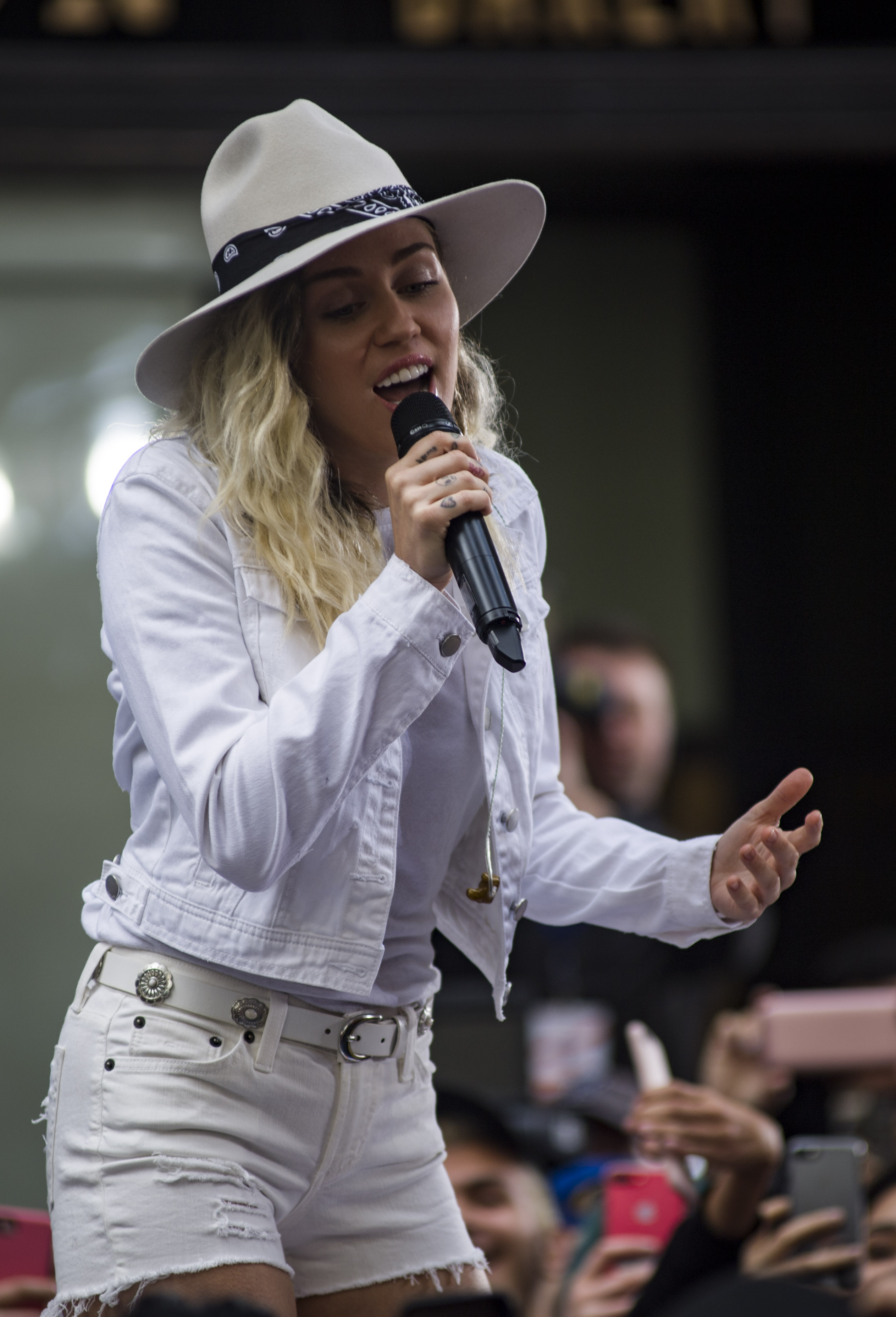
Miley em 2017 no Today Show.

Em fevereiro de 2017, Cyrus divulgou em seu Instagram uma foto em um estúdio de gravação, levantando rumores de que estaria trabalhando em seu sexto álbum de estúdio. Em Março, seu pai Billy Ray Cyrus começou especulações em sua conta no Twitter de que Miley estaria prestes a lançar novo material, logo depois a cantora começou a ser confirmada em diversos festivais de música nos Estados Unidos, reforçando os rumores de seu retorno para a música. No dia 11 de maio ela lança o primeiro single de seu novo álbum de estúdio intitulado Malibu. Dia 8 de Agosto, ela posta em seu site oficial uma foto com o nome do mais novo álbum chamado "Younger Now" e a data do lançamento para dia 29 de setembro.
Em 2016, após o lançamento de seu quinto álbum de estúdio no ano anterior, Cyrus voltou a trabalhar em seu sexto álbum de estúdio. Ela foi uma conselheira importante durante a décima temporada do concurso de canto The Voice. Em março, Cyrus assinou contrato como treinador para a décima primeira temporada do The Voice como substituto de Gwen Stefani; Cyrus se tornou o treinador mais jovem a aparecer em qualquer encarnação da série. Em setembro de 2016, Cyrus co-estrelou Crisis in Six Scenes, uma série de televisão criada por Woody Allen para a Amazon Studios. Ela interpretou uma ativista radical que causa o caos em uma casa conservadora dos anos 1960 enquanto se escondia da polícia. Em 17 de setembro de 2016, ela apareceu no The Tonight Show com Jimmy Fallon e fez um cover de "Baby, I'm In the Mood for You" de Bob Dylan. Cyrus também teve uma participação especial de voz não creditada como Mainframe no filme de super-heróis Guardians of the Galaxy Vol. 2, lançado em maio de 2017.
Em 11 de maio de 2017, Cyrus lançou "Malibu" como o single principal de seu sexto álbum. O single estreou na 64ª posição na Billboard Hot 100 e alcançou a posição 10 na parada em sua segunda semana. Em 9 de junho, Cyrus lançou "Inspired" após apresentar a música no show beneficente One Love Manchester. Serviu como um single promocional do álbum. Em 8 de agosto, Cyrus anunciou que seu sexto álbum de estúdio se chamaria Younger Now e seria lançado em 29 de setembro de 2017. A faixa-título do álbum foi lançada como o segundo single do álbum em 18 de agosto e estreou e alcançou a 79ª posição no Billboard Hot 100, marcando um retorno ao estilo country-pop da cantora. Em 27 de agosto, Cyrus cantou a faixa no MTV Video Music Awards 2017. Em 15 de setembro, ela cantou "Malibu", "Younger Now", "See You Again", "Party in the U.S.A." e um cover do sucesso de Roberta Flack "The First Time Ever I Saw Your Face" (escrito por Ewan McColl) para a BBC Radio 1 Live Lounge. Em 2 de outubro, como parte de suas aparições musicais regulares de uma semana no The Tonight Show com Jimmy Fallon, Cyrus cantou seu single de sucesso de 2009 "The Climb" pela primeira vez desde 2011 ao lado de um cover de "No Freedom" de Dido para homenagear as vítimas do tiroteio em Las Vegas. O anterior, desde então, foi apresentado em vários eventos de caridade e marchas democráticas como March For Our Lives. Naquele mesmo ano, Cyrus também retornou como treinador na décima terceira temporada do The Voice, após um hiato de uma temporada. Em 5 de outubro de 2017, Cyrus confirmou que ela não voltaria ao The Voice para a temporada quatorze. Em 30 de outubro de 2017, Cyrus revelou que não lançaria mais nenhum single do Younger Now, nem faria turnê com ele.

### 2018–2019:Black Mirror,She Is Cominge festivais
Antes do lançamento de Younger Now em setembro de 2017, Cyrus expressou que ela "já tinha duas músicas profundas no próximo [álbum]". Os produtores ligados ao seu sétimo álbum de estúdio incluíam o colaborador anterior Mike Will Made It e os novos colaboradores Mark Ronson e Andrew Wyatt. Sua primeira colaboração com Ronson, "Nothing Breaks Like a Heart", de álbum Late Night Feelings (2019), de Ronson, foi lançada em 29 de novembro de 2018, com excelente recepção comercial, especialmente na Europa, onde alcançou o número dois no UK Singles Chart, bem como na Irlanda, e liderou as paradas em vários países da Europa Oriental, como Hungria e Croácia.

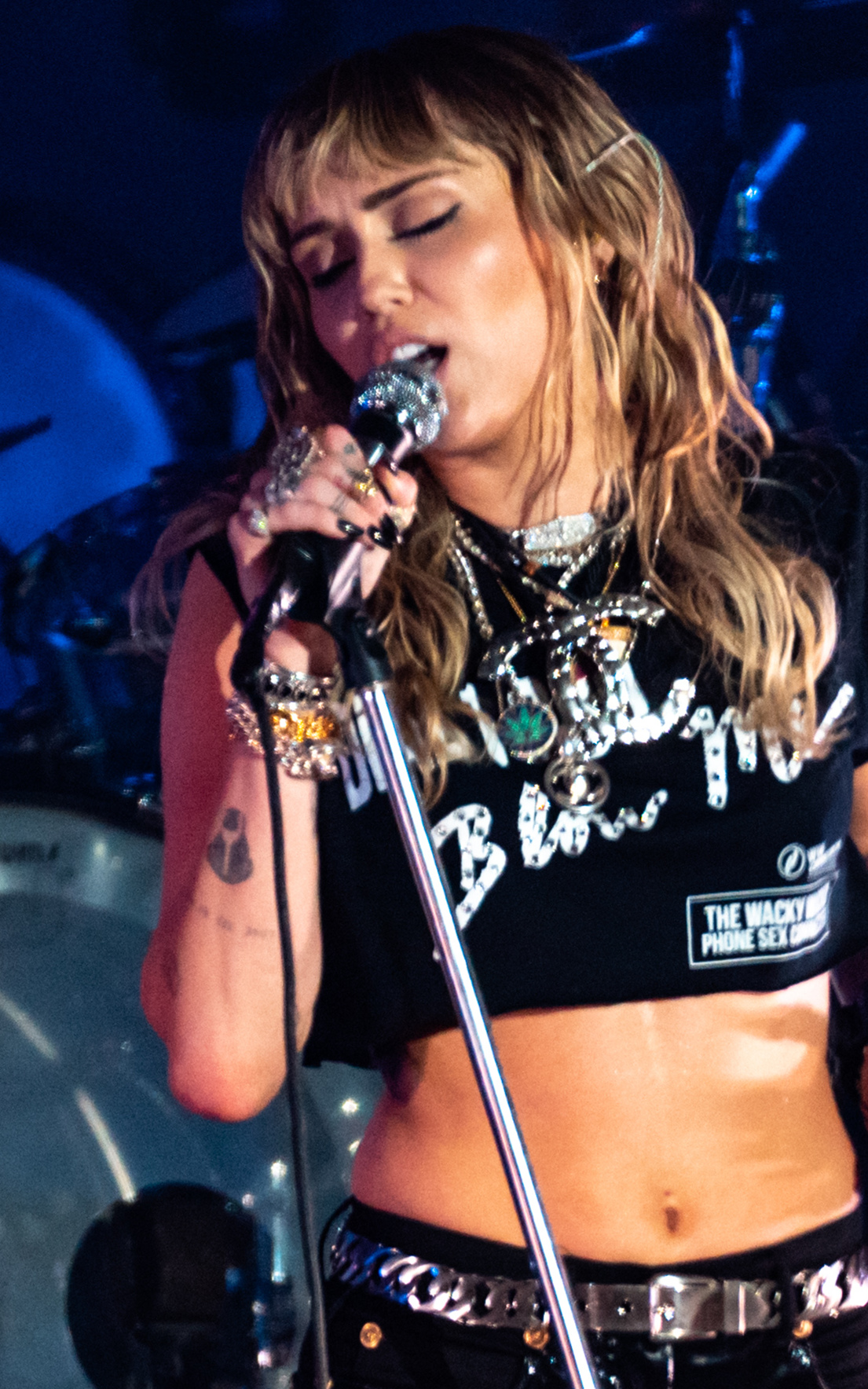
Cyrus em 2019.

Durante o primeiro trimestre de 2019, Cyrus se tornou bastante conhecida por suas canções cover. Já tendo participado do MusiCares Person of the Year em 2018 comemorando Fleetwood Mac, ela voltou ao evento no ano seguinte para homenagear a carreira da estrela country e madrinha Dolly Parton tocando "Islands in the Stream" ao lado do cantor e compositor canadense Shawn Mendes, com quem ela também cantou "In My Blood" alguns dias depois no 61º Grammy Awards. Outras contribuições de Cyrus incluem sua participação no concerto de tributo a Chris Cornell I Am The Highway, onde cantou "As Hope & Promise Fade" como bem como seu álbum cover de Elton John "Don't Let The Sun Go Down On Me", incluído no álbum tributo Revamp: Reimagining the Songs de Elton John & Bernie Taupin .yrus também homenageou John no I'm Still Standing: Concerto de tributo ao Grammy Saudação a Elton John em 2018, onde ela fez um cover de "The Bitch Is Back".
Em 31 de maio de 2019, Cyrus twittou que seu sétimo álbum de estúdio seria intitulado She Is Miley Cyrus e compreenderia três EPs de seis canções, que seriam lançados antes do álbum completo: She Is Coming em 31 de maio, She Is Here no verão, e She Is Everything. She Is Coming, que também incluiu colaborações vocais com RuPaul, Swae Lee, Mike Will Made It e Ghostface Killah, estreou no quinto lugar na Billboard 200 dos EUA com 36.000 unidades equivalentes ao álbum, enquanto o single "Mother's Daughter" entrou no número 54 na Billboard Hot 100 dos EUA. O remix de Wuki de "Mother's Daughter" recebeu uma indicação de Melhor Gravação Remixada no 62º Grammy Awards, enquanto o videoclipe original ganhou dois MTV Video Music Awards. Cyrus promoveu o EP com uma turnê de verão pela Europa que visitou festivais de primeira linha como Glastonbury e Primavera Sound.
Cyrus estrelou em "Rachel, Jack and Ashley Too", um episódio da série de ficção científica da Netflix, Black Mirror, que ela filmou na África do Sul em novembro de 2018. Foi lançado na Netflix em 5 de junho de 2019. No episódio, ela jogou a estrela pop fictícia Ashley O e forneceu a voz para sua extensão de boneca de IA, Ashley Too. O enredo do episódio recebeu comparações notáveis com a tutela de Britney Spears e o movimento Britney Livre, do qual Cyrus tem defendido. O videoclipe da música "On a Roll" do episódio foi lançado em 13 de junho; a própria música e o lado B "Right Where I Belong" foram lançados para plataformas digitais no dia seguinte. Em 27 de junho, foi revelado que Cyrus havia colaborado com Ariana Grande e Lana Del Rey em "Don't Call Me Angel", o single principal da trilha sonora do filme Charlie's Angels de 2019. Foi lançada em 13 de setembro de 2019. Em agosto de 2019, Cyrus lançou "Slide Away", sua primeira música desde o anúncio de sua separação do então marido Hemsworth. A música insinuava o rompimento e continha letras como "Vamos lá, não temos 17 anos, não sou quem costumava ser". Um videoclipe foi lançado em setembro de 2019 que continha outras referências, incluindo um dez de copas jogando cartas no fundo de uma piscina para representar o fim de seu relacionamento de uma década com Hemsworth.

### 2020–2022:Plastic Hearts e Attention: Miley Live

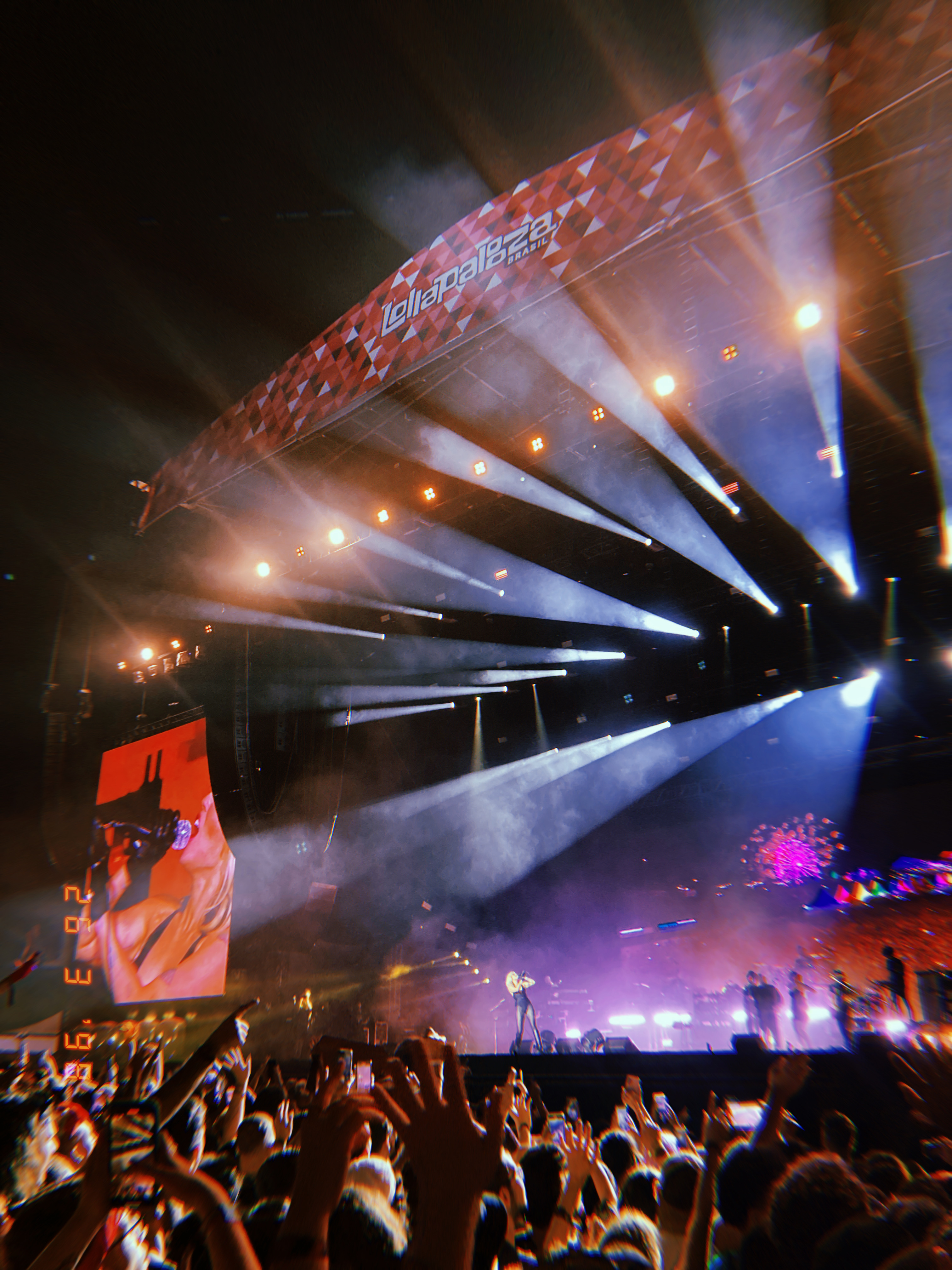
Miley Cyrus durante a Attention Tour no Lollapalooza Brasil de 2022.

Em 14 de agosto de 2020, Cyrus lançou o single "Midnight Sky" e confirmou o cancelamento dos EPs She Is Here e She Is Everything devido a grandes mudanças recentes em sua vida que não se encaixavam na essência do projeto incluindo seu divórcio de Hemsworth e o incêndio da casa do casal durante o incêndio de Woolsey na Califórnia, bem como a pandemia de COVID-19. "Midnight Sky" se tornou seu single solo de maior sucesso desde "Malibu" em 2017, alcançando a posição 14 na Billboard Hot 100 dos EUA. Internacionalmente, no Reino Unido, a canção alcançou até agora a quinta posição na UK Singles Chart. A faixa foi posteriormente misturada com "Edge of Seventeen" de Stevie Nicks. Em outubro, Cyrus teve uma terceira sessão de Backyard na MTV e anunciou via Instagram que seu sétimo álbum de estúdio, Plastic Hearts, seria lançado em 27 de novembro de 2020. Anteriormente, deveria se chamar She Is Miley Cyrus, completando a série EP assim que finalizada. O álbum foi lançado com críticas positivas da crítica e teve um bom desempenho, estreando no número dois na Billboard 200, com 60.000 unidades, tornando-se sua décima segunda entrada no top dez. Com essa entrada, Cyrus quebrou o recorde de alcançar o maior número de álbuns top-cinco da Billboard 200 nos Estados Unidos no século 21 por uma artista feminina. Plastic Hearts marcou um passo de Cyrus no rock e glam rock e gerou dois outros singles: "Prisoner" com a cantora inglesa Dua Lipa e "Angels like You", que atingiu o pico com 8 e 66, respectivamente, no Reino Unido. O álbum também incluía colaborações vocais com Billy Idol e Joan Jett. Devido à demanda popular e à viralidade das redes sociais, Cyrus incluiu as versões ao vivo de "Heart of Glass" do Blondie e "Zombie" do The Cranberries.
Cyrus ganhou um Prêmio de Realização Especial Webby 2020. Em fevereiro de 2021, Cyrus se apresentou no primeiro show TikTok Tailgate em Tampa, para 7.500 profissionais de saúde vacinados. Ele serviu como um pré-show antes do Super Bowl LV. Foi ao ar na TikTok e CBS. A performance foi incluída no videoclipe de "Angels Like You". Em março de 2021, Cyrus deixou a RCA e assinou com a Columbia Records, uma gravadora irmã da RCA sob a égide da Sony Music. Naquele mesmo mês, Cyrus abraçou seus dias como Hannah Montana e escreveu uma carta aberta à personagem nas redes sociais para o 15º aniversário do programa, apesar de todas as declarações de que seus dias como Montana deram a Cyrus uma crise de identidade. existe desde então. Em 23 de abril de 2021, The Kid Laroi lançou um remix de seu single "Without You" com Cyrus, seu primeiro lançamento pela Columbia Records. Em 3 de abril de 2021, Cyrus se apresentou no NCAA March Madness Final Four em Indianápolis com os profissionais de saúde da linha de frente na platéia. Mais recentemente, ela assinou um acordo geral com a NBCUniversal com o primeiro projeto do acordo sendo o show especial Stand by You Pride a ser transmitido no Peacock. Em junho, Cyrus lançou uma versão cover de estúdio de "Nothing Else Matters" do Metallica, que foi subsequentemente incluída no The Metallica Blacklist, uma versão do disco homônimo da banda, que completa trinta anos em 2021. A faixa também apresenta Elton John no piano, Yo-Yo Ma e Chad Smith do Red Hot Chili Peppers. A cantora inicialmente lançou um álbum inteiro de covers do Metallica em outubro de 2020 e já havia tocado a faixa ao vivo durante seu set em Glastonbury.
Para promover Plastic Hearts, Cyrus provocou uma turnê em torno do lançamento do álbum. A turnê foi adiada devido à pandemia, mas graças às altas taxas de vacinação nos Estados Unidos, Cyrus foi capaz de liderar vários festivais de música no país durante o verão de 2021, incluindo Austin City Limits, Lollapalooza e Music Midtown. Cyrus revelou sua turnê na América do Sul pela primeira vez em sete anos no início de 2022. Em agosto de 2022, foi anunciado que Cyrus iria estrelar um filme de Natal para a televisão, Dolly Parton's Mountain Magic Christmas, produzido por Dolly Parton para a NBC.

### 2023:Endless Summer Vacation eprimeiros Grammy Awards
O colaborador de Cyrus em Bangerz (2013), Miley Cyrus & Her Dead Petz (2015) e She Is Coming (2019), Mike Will Made It, indicou que novas músicas em potencial seriam lançadas em 2023, através de suas mídias sociais. Cyrus continuou a indicar uma nova era musical por meio de uma campanha promocional enigmática - que incluía pôsteres nas principais cidades do mundo, contagens regressivas em seu site e videoclipes - com a legenda "Ano novo, nova Miley". Dias depois, durante a segunda edição da Festa de Ano Novo de Cyrus, foi anunciado o próximo single principal da cantora, "Flowers". Foi lançado em 12 de janeiro de 2023, acompanhado de um videoclipe dirigido por Jacob Bixenman. Em 5 de janeiro, Cyrus anunciou seu oitavo álbum de estúdio, Endless Summer Vacation, no qual trabalhou com Kid Harpoon, Greg Kurstin, Mike Will Made It e Tyler Johnson, com lançamento previsto para 10 de março de 2023. O primeiro esforço de estúdio de Cyrus com a Columbia Records, ela descreveu o álbum como "[sua] carta de amor para [Los Angeles]". A cantora revelou a capa do álbum e lançou um trailer em apoio ao anúncio.
Em 2024 a cantora venceu dois prêmios Grammy Awards com "Flowers" nas categorias Best Pop Vocal Performance e Record Of The Year.

## Vida pessoal
A atriz e cantora solicitou ao Tribunal Superior de Los Angeles a mudança legal de seu nome para Miley Ray Cyrus. Billy Ray Cyrus, seu pai, escreveu na solicitação que a mudança era para "fazer com que o nome pelo qual ela é conhecida normalmente seja o mesmo que o legal". Em ocasiões anteriores, a atriz tinha comentado que o seu pai a chamava de Smiley, quando pequena, por causa de sua personalidade alegre, e desse apelido foi escolhido o nome Miley. Em 29 de janeiro de 2008, ela mudou oficialmente o seu nome para "Miley Ray Cyrus"; o nome do meio foi uma homenagem ao seu pai.
De 2006 a 2007 Miley namorou o ator e cantor Nick Jonas, que ela disse que foi seu primeiro amor.
Miley conheceu o ator Liam Hemsworth nos bastidores do filme A última música, quando contracenaram juntos. Os dois começaram a se envolver em 2010. O relacionamento teve idas e vindas, e em 2018 eles oficializaram uma união. Porém, o casamento durou apenas um ano, em 2019, Miley e Liam se divorciaram.
Em maio de 2015, em entrevista à Associated Press, Cyrus disse que nem todos os seus relacionamentos foram heterossexuais. Sobre sua sexualidade, ela disse que nunca quis se rotular. Em junho de 2015 revelou ter "saído do armário" para sua mãe aos 14 anos. Em 2015, a revista Time reportou que Miley é de gênero fluido e, em julho, foi confirmado que Miley estava em um relacionamento com a modelo belga Stella Maxwell. Em 2016, ela se declarou pansexual. Em 2018, Miley declarou que mesmo se casando com um homem, ela ainda é queer.
A carreira de Cyrus foi repleta de polêmicas, que estendem-se até hoje. Sob os holofotes desde muito jovem, as atitudes da cantora e atriz são observadas e analisadas constantemente pela mídia.
Em 2008, uma polémica iniciou quando Cyrus postou algumas fotos em sua conta privada no MySpace, que vazaram para o público. As fotos mostravam a cantora e uma amiga dividindo um doce e quase se beijando, o que gerou rumores na internet, levando a boatos de lesbianismo. Cyrus comentou: "Para mim, eram só duas garotas, não tem nada demais. Mas elas [as fotos] se espalharam. Como se alguém tivesse copiado e colado, e dito, Oh Meu Deus, veja isso, e bla bla bla." Em abril de 2008, diversas fotos provocantes de Cyrus de roupas íntimas e biquíni vazaram na internet por um jovem que hackeou a conta Gmail da artista. Cyrus descreveu as imagens como "fotos bobas, inapropriadas" e afirmou, "Eu cometerei alguns erros e não sou perfeita. Nunca quis que nada disso acontecesse e estou profundamente arrependida se desapontei alguém.". O hacker foi descoberto mais tarde pelo FBI: se tratava de Josh Holly, um jovem americano de 19 anos.

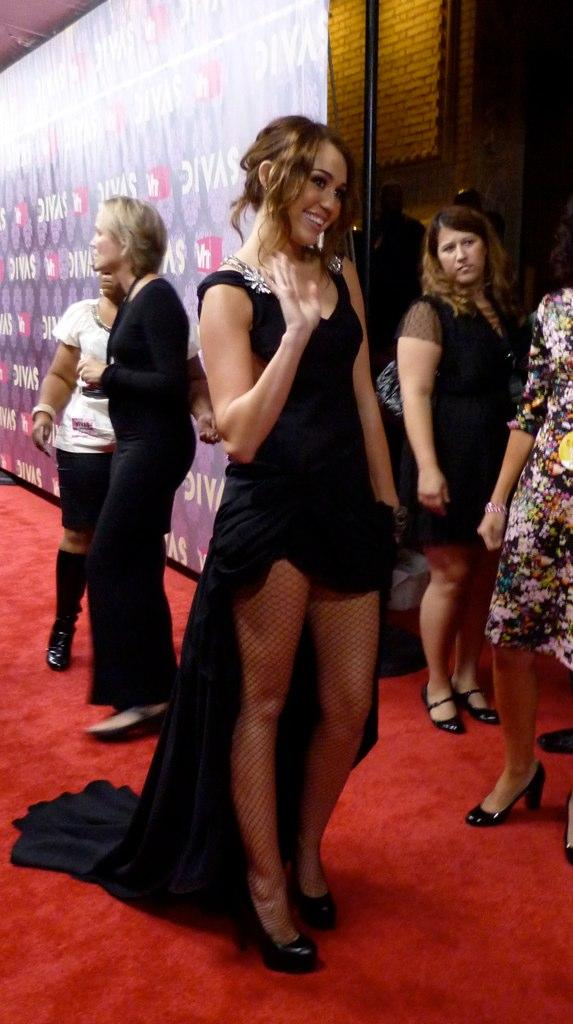
Cyrus no tapete vermelho do VH1 Divas 2009.

Em abril de 2008, Cyrus, que tinha 15 anos na época, posou sem camisa para uma secção de fotos realizada pela fotógrafa Annie Leibovitz para a revista Vanity Fair. O The New York Times esclareceu que, embora parecesse que a jovem estava sem camisa, ela estava usando um lençol para se cubrir. Alguns pais consideraram um ultraje a atitude da fotógrafa. Um representante da Disney descreveu tudo como "uma situação que foi criada para deliberadamente manipular uma jovem de 15 anos para vender revistas". Gary Marh, presidente de entretenimento do Disney Channel Worldwide disse: "Para Miley Cyrus, ser uma 'boa menina' é agora uma decisão de negócios. Os pais confiaram nela como uma menina religiosa e correta. Se ela acabar com essa confiança, ela não a terá de volta." Em resposta as circulação das fotos pela Internet, Cyrus expôs um pedido de desculpas: "Eu fiz parte de uma sessão de fotos que era para ser 'artística' e agora, vendo as fotos e lendo a história, me sinto tão envergonhada. Nunca quis que nada disso acontecesse e me desculpo aos meus fãs, pelos quais me preocupo tanto." Leibovitz disse: "Me desculpem se a foto da Miley foi mal interpretada. A foto era um retrato simples e clássico, tirado com pouquíssima maquiagem, e eu acho que ela é linda."

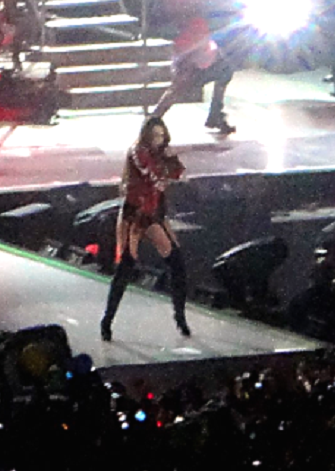
Cyrus se apresentando durante a Gypsy Heart Tour no Rio de Janeiro, em 2011.

A performance de Cyrus ao cantar "Party  in th U.S.A." durante os Teen Choice Awards de 2009 também causou polémica, com alguns espectadores criticando a roupa provocante usada pela cantora e a inclusão de uma breve pole dance, inapropriada para sua idade (dezesseis anos, na época) e para seus jovens fãs. Ian Drew, editor senior da revista US Weekly, disse que sua sexualização já vinha a algum tempo, "Ela já tinha essa imagem provocante, então não foi uma grande novidade. Foi assim que a Britney [Spears] decolou. Ela era a boa menina que virou má, e isso parece estar funcionando para a Miley também." Cyrus também foi criticada no mesmo ano por namorar Justin Gaston, cinco anos mais velho, e por causa de uma foto com ela e seus amigos fazendo a expressão de "olhos puxados", que a Organização de Chineses Amerianos considerou ofensiva para com a comunidade asiática. A jovem se desculpou pela foto em seu site, defendendo suas ações e dizendo, "De NENHUMA forma eu estava tentando fazer graça com sua etnia! Eu só estava fazendo uma careta."
Mais tarde, em 2010, o site TMZ lançou um vídeo que mostra Cyrus, aos 17 na época, dançando com Adam Shankman, produtor de A Última Canção, de forma provocativa e íntima (em inglês, a chamada lap dance). O pai da jovem defendeu suas ações, dizendo que Miley estava apenas de divertindo e que é o que as pessoas da idade dela fazem.
Em novembro do mesmo ano, uma foto mostrando Cyrus, vestida com roupas provocantes, e o ator Avan Jogia se beijando em sua festa de aniversário também chamou a atenção do público. Um mês depois, o site TMZ lancou outro vídeo. Desta vez se tratava de Cyrus, alguns dias depois de seu aniversário de dezoito anos, em sua casa em Los Angeles, onde ela é vista fumando algo em um bong. Ela alegou que estava fumando a planta psicoativa salvia divinorum, conhecida comumente como sálvia. Sálvia é completamente legal no estado da Califórnia, e Cyrus já era maior de idade quando o vídeo foi gravado. O pai da jovem expressou sua tristeza em relação ao assunto em seu Twitter, dizendo "Desculpe, gente. Eu não tinha ideia. Acabei de ver isso pela primeira vez. Estou muito triste. Há muita coisa fora do meu controle nesse momento."
No início de 2011, em uma entrevista a revista americana GQ, o pai de Miley, Billy Ray Cyrus afirmou que a relação com a família foi muito afetada por causa da série Hannah Montana: "Tudo está se destruindo e as pessoas só querem culpar a Miley por tudo. [A série] destruiu minha família... A droga do programa destruiu minha família. É tanta tristeza." Quando perguntado se estava arrependido de te-la deixado entrar no programa, ele respondeu: "Odeio dizer, mas sim, estou. Eu teria mudado tudo se pudesse. Para a minha família estar bem e todos estarem bem, seguros e parecerem felizes e normais... . É, eu apagaria tudo isso em um segundo se pudesse."
Em agosto de 2013, Miley foi uma das atrações do MTV Video Music Awards 2013 onde performou com Robin Thicke um mashup dos hits We Can't Stop e Blurred Lines. A performance gerou polêmica por Cyrus dançar "twerk" na virilha de Robin, e por seu comportamento geral, gerando críticas negativas que chamavam as atitudes de Miley de "vulgares e desesperadas".

## Filantropia
Cyrus celebrou seu aniversário beneficente de 16 anos na Disneylândia, em um evento fechado para 5000 fãs que pagaram 250 dólares por ingresso. A arrecadação foi para o Youth Service America. Dez voluntários do Youth Service America foram convidados para a festa, e depois do evento, Cyrus presenteou a organização com um cheque de 1 milhão de dólares. Em 2007, Cyrus fez uma grande contribuição para o City of Hope, dando 1 dólar para cada ingresso vendido para os shows de "Hannah Montana". Ela disse que "era uma coisa legal começar a fazer parte do City of Hope, por ser um centro de pesquisas para o cancer.

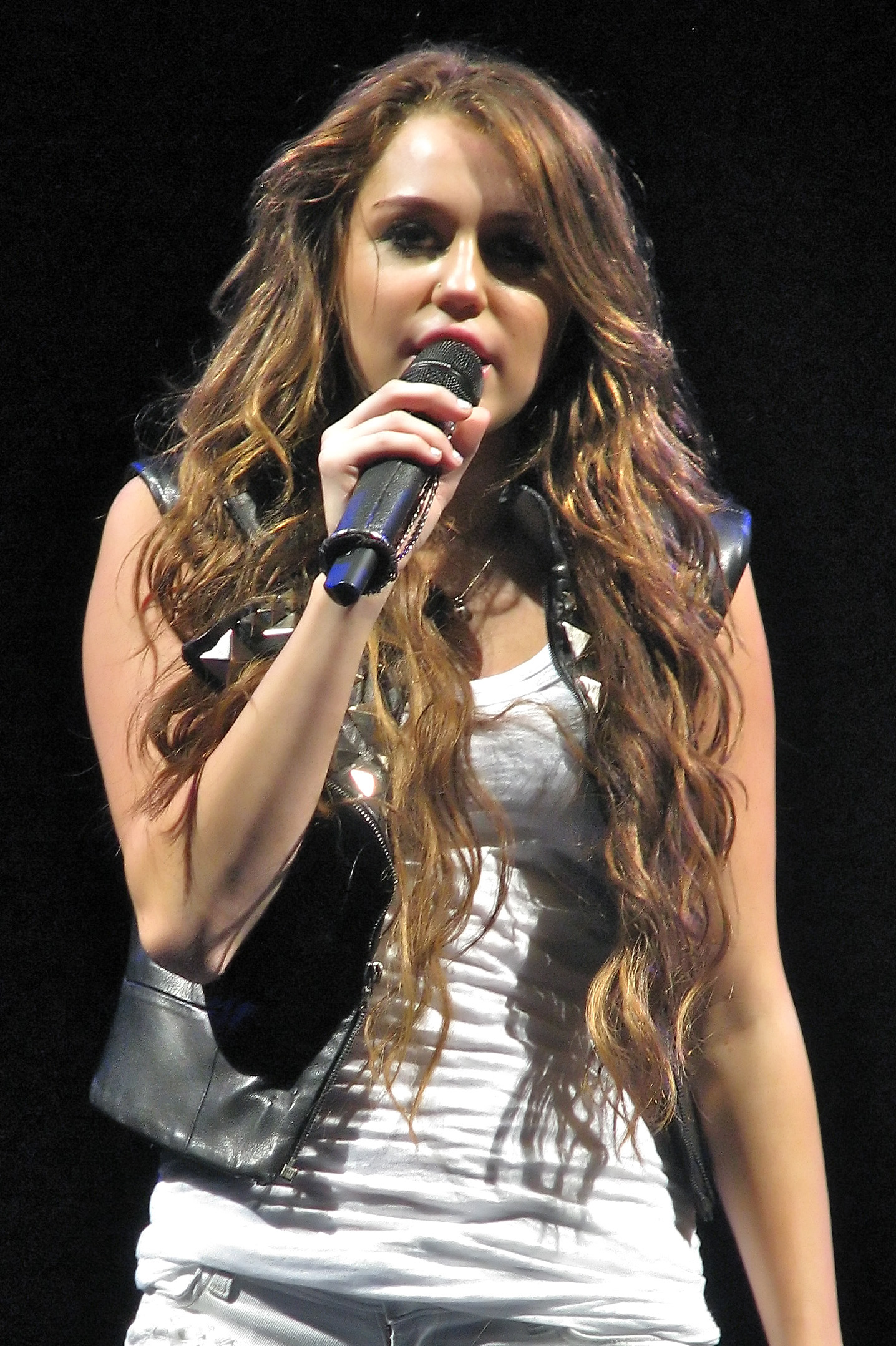
Cyrus se apresentando durande a Wonder World Tour, em 2009.

Cyrus fez parte uma música em prol da caridade. Cyrus colaborou com outras quatorze cantoras para gravar o single "Just Stand Up!", que elas cantaram ao vivo durante o show Stand Up to Cancer, no dia 5 de setembro de 2008. Em 14 de setembro de 2008, Cyrus, como outros cantores, cantou no Gibson Amphitheatre em Universal City, California, no concerto beneficente do City of Hope para arecadar dinheiro para pesquisa e tratamento do câncer.
Cyrus está envolvida no Disney's Friends for Change, uma organização que promove o comportamento ambiental, e apareceu nos serviços públicos veinculados no Disney Channel. Além disso, ela se juntou com seus companheiros da Disney Demi Lovato, Selena Gomez, e os Jonas Brothers, para gravar "Send It On", um single de caridade que serve para divulgar a campanha Disney's Friends for Change'. "Send it On" chegou ao 20.º lugar no Hot 100. A Disney irá converteu 100% dos ganhos com a música para a Disney Worldwide Conservation Fund (DWCF).
Em 2010, Cyrus apareceu em um single de caridade organizado por Simon Cowell com a intenção de conseguir dinheiro para as vitimas do terremoto do Haiti. A gravação é um cover da música Everybody Hurts, da banda R.E.M., e foi lançada digitalmente em 7 de fevereiro na Inglaterra, mas logo foi lançada em todo o mundo.

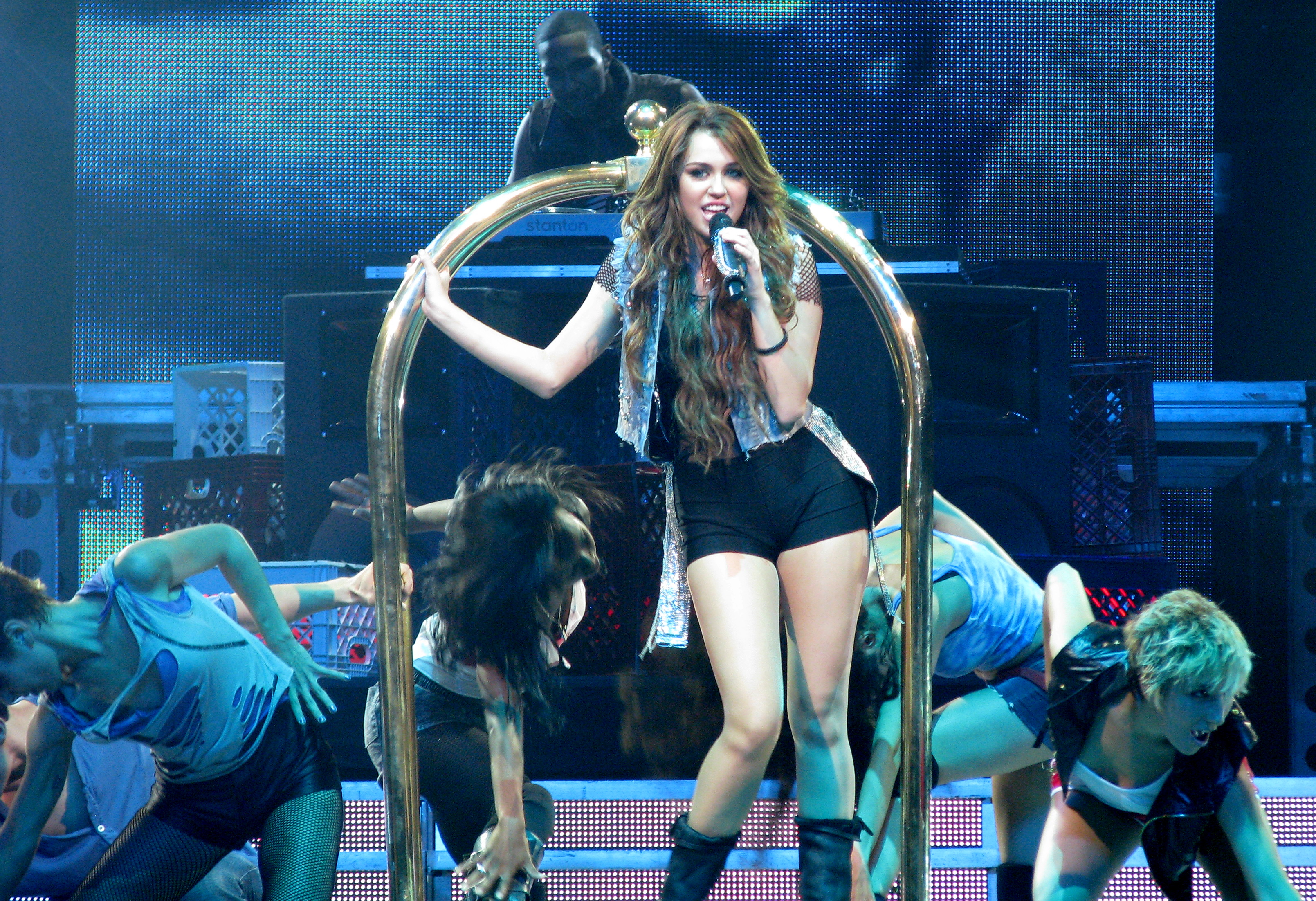
Miley cantando na Wonder World Tour, em 2009.

E em 12 de fevereiro de 2010, Miley participou do single e do vídeo de "We are the world 25 for Haiti", uma campanha semelhante a anterior, na época realizada por Michael Jackson e Lionel Ritchie com o objetivo de acabar com a fome na África. A nova versão da campanha teve como objetivo arrecadar dinheiro para a reconstrução do Haiti, que foi destruído por um terremoto no dia 12 de janeiro de 2010. No single, Cyrus foi uma das principais solistas, ao lado de artistas como Celine Dion, Jason Mraz, Jonas Brothers, Will.I.Am, The Jacksons, Jamie Foxx, Pink, Janet Jackson e muitos outros. Em 2012, foi homenageada pelo "Make a Wish" com o primeiro prêmio anual do “World Wish Day Star Award”. “Este ano nós gostaríamos de homenagear uma celebridade em especial, que foi acima e muito além de criar o desejo de experiências que tornam a vida melhor para as crianças, famílias e comunidades. Miley realizou dezenas de desejos e continua sendo uma das celebridades mais populares solicitadas, com pedidos de ajuda numerosas em um determinado momento. Desejo olhar e ajudar as crianças como Miley, ela é generosa sempre que pode. A Make-A-Wish presenteou-a com o prêmio em um evento especial em Phoenix, onde ela concedeu vários desejos. Cyrus pelo terceiro ano se junta a "Make-A-Wish" para comemorar o "World Wish Day Star Award" com sua missão de realizar desejos a crianças com risco de vida sem condições médicas. Miley realiza desejos de crianças que viajam de todo o mundo, incluindo Canadá e Austrália. Em reconhecimento pelo apoio incrível de Miley na sensibilização para o mundo e pelo seu excelente desempenho na concessão de 150 votos, a Make-A-Wish a presenteou com o prêmio inaugural da World Wish Day Star Award." disse a fundação. Em maio de 2015, fez uma fundação de apoio a jovens LGBT.

## Empreendedorismo

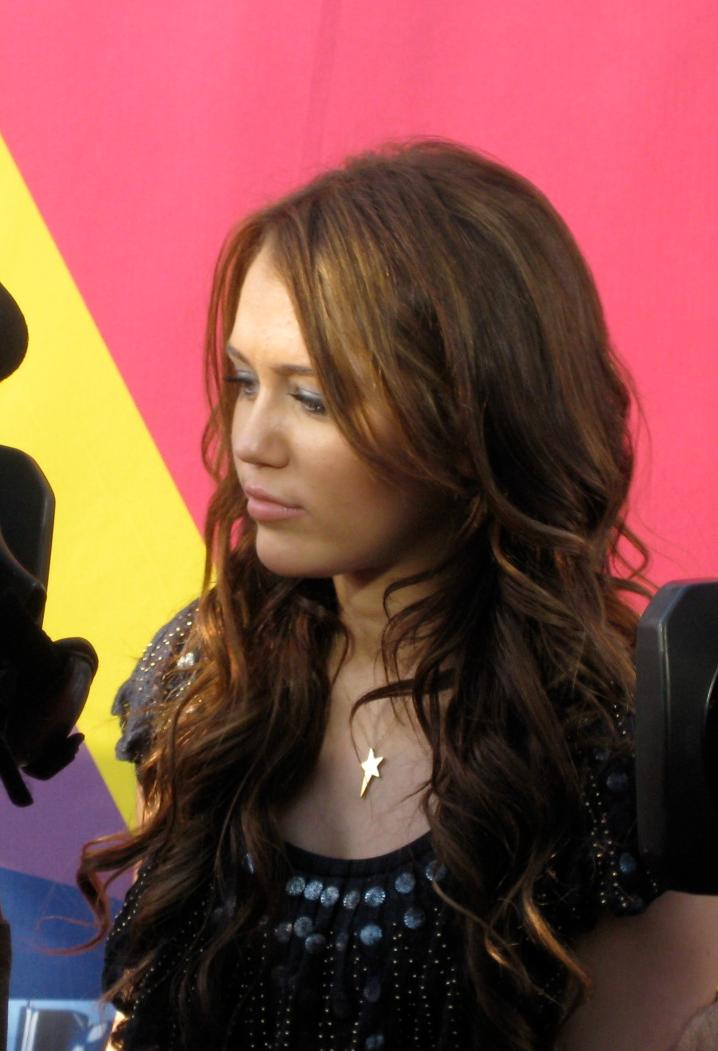
Miley no MTV Video Music Awards, em 2008.

Cyrus começou como porta-voz da Daisy Rock Guitars em 2004, quando ela apresentou a sua primeira guitarra, chamada Daisy Rock. A Disney lançou uma linha de roupas de Hannah Montana no verão de 2007. Cyrus ajudou a desenvolver algumas peças da coleção. Em dezembro de 2007, ela ficou em # 17 na lista da Forbes Top Twenty Earners Superstar menores de 25 anos com um salário anual de 3,5 milhões dólares. Uma estátua de cera de Cyrus foi exposta no Madame Tussauds, na Cidade de Nova Iorque. Em abril de 2008, assinou um contrato para lançar uma autobiografia reflexiva sobre sua vida até seus 16 anos. As memórias foram chamadas de Miles To Go e a autobiografia foi publicada pela Disney-Hyperion Books em março de 2009. As memórias discutem a relação com seu pai, seus pensamentos sobre a midia, sua vida amorosa e suas ambições. Miles to Go ficou em #1 nos mais vendidos do New York Times. Uma impressão inicial de um milhão de cópias de Miles to Go foi planejada.
Em agosto de 2009, Cyrus se juntou a Max Azria para criar um linha para jovens garotas, disponível apenas nas lojas Walmart. Cyrus lançou seu EP The Time of Our Lives em conjunto com a linha. A linha consiste em coletes, tops tie-dye, vestidos e mantas. Críticos afirmam que as roupas são "completamente inofensivas, mas totalmente na moda" e "benignas", mas admitiram que "é o genérico que vende, independentemente de ter o nome de Hannah Montana na etiqueta ou não", e previram que teriam altas vendas.

## Discografia
- Meet Miley Cyrus (2007)
- Breakout (2008)
- Can't Be Tamed (2010)
- Bangerz (2013)
- Miley Cyrus & Her Dead Petz (2015)
- Younger Now (2017)
- Plastic Hearts (2020)
- Endless Summer Vacation (2023)
- Something Beautiful (2025)

## Filmografia

### Cinema
| Ano  | Título                                     | Personagem                   | Notas                 |
| ---- | ------------------------------------------ | ---------------------------- | --------------------- |
| 2003 | Peixe Grande e Suas Histórias Maravilhosas | Ruthie                       |                       |
| 2007 | High School Musical 2                      | Garota da piscina            | Figurante             |
| 2008 | Bolt                                       | Penny                        | Voz                   |
| 2009 | Hannah Montana: O Filme                    | Miley Stewart/Hannah Montana |                       |
| 2010 | A Última Música                            | Veronica Ronnie Miller       |                       |
| 2010 | Sex and the City 2                         | Ela mesma                    | Participação especial |
| 2012 | LOLA                                       | Lola                         |                       |
| 2012 | A Super Agente                             | Molly                        |                       |
| 2017 | Guardiões da Galáxia vol. 2                | Mainframe                    |                       |

### Televisão
| Ano           | Título                                            | Personagem                   | Notas                                     |
| ------------- | ------------------------------------------------- | ---------------------------- | ----------------------------------------- |
| 2003          | Doc                                               | Kylie                        | Participação especial em 3 episódios      |
| 2006          | Zack & Cody: Gêmeos em Ação                       | Miley Stewart/Hannah Montana | "That's So Suite Life of Hannah Montana"  |
| 2006–2011     | Hannah Montana                                    | Miley Stewart/Hannah Montana | Protagonista, Finalizada                  |
| 2007          | A Nova Escola do Imperador (Emperor's New School) | Yata                         | Voz                                       |
| 2007          | Disney Channel Games 2007                         | Ela mesma                    | Especial do Disney Channel                |
| 2007          | Os Substitutos                                    | Sierra Jones                 | Voz                                       |
| 2008          | Studio DC: Almost Live                            | Ela mesma                    | Especial do Disney Channel                |
| 2009          | Feiticeiros a Bordo com Hannah Montana            | Hannah Montana               | Especial do Disney Channel                |
| 2011          | Saturday Night Live                               | Vários                       | Participação especial                     |
| 2012          | Two and a Half Men                                | Missi                        | Participação especial em 2 episódios      |
| 2013          | Saturday Night Live                               | Vários                       | Participação especial/Atração Musical     |
| 2013          | Miley: The Movement                               | Ela mesma                    | Documentário da MTV                       |
| 2016          | Crisis in Six Scenes                              | Lennie Dale                  | Co-protagonista, Dirigida por Woody Allen |
| 2016–presente | The Voice                                         | Ela Mesma                    | Jurada (temporadas 11 e 13)               |
| 2019          | RuPaul's Drag Race                                | Ela Mesma                    | Jurada Convidada                          |
| 2019          | Black Mirror                                      | Ashley Ortiz / Ashley Too    | Episódio: "Rachel, Jack and Ashley Too"   |

## Turnês
- Best of Both Worlds Tour (2007-2008)
- Wonder World Tour (2009)
- Gypsy Heart Tour (2011)
- Bangerz Tour (2014)
- Milky Milky Milk Tour (2015)
- Attention Tour (2021-2022)